# Werauhia kathyae
Werauhia kathyae là một loài thuộc chi Werauhia. Đây là loài đặc hữu của Costa Rica.